# Tamara Smirnova
Tamara Mikhajlovna Smirnova (Russisk: Тама́ра Миха́йловна Смирно́ва) (født 15. november 1935, død 5. september 2001). Tamara Smirnova var en russisk astronom der opdagede 135 nummererede og navngivne asteroider, mens hun i perioden 1966 -1988 var ansat ved Institut for teoretisk astronomi i Leningrad. Desuden var hun med-opdager af den periodiske komet 74P/Smirnova-Tjernykh sammen med Ljudmila Tjernykh (russisk: Людмила Ивановна Черных).
Den 17. marts 1995 fik hun opkaldt asteroiden (5540) Smirnova til ære for hendes arbejde.